# Semper (Pirineos Atlánticos)
Semper (en francés: Saint-Pée-sur-Nivelle; en euskera: Senpere) es una localidad y comuna francesa situada en el departamento de Pirineos Atlánticos, en la región de Aquitania y el territorio histórico vascofrancés de Labort, al pie de los Pirineos, cerca del mar Cantábrico (San Juan de Luz a 14 km).
Administrativamente depende del Distrito de Bayona y del Cantón de Ustaritz-Valles de Nive y Nivelle.
Durante la Edad Media, la comuna era conocida por el nombre de Saint-Pierre-d'Ibarren o Sanctus Petrus divarren.

## Geografía
Recorrida por el río Nivelle, alberga también el lago de su nombre destinado a usos turísticos y de ocio. Limita al norte con Ahetze y Arcangues, al oeste con San Juan de Luz y Ascain, al sur con Sare y al este con Ustaritz, Souraïde y Ainhoa.

## Festividades
Anualmente y desde principios de los años 80 se celebra a mediados de mayo el Herri Urrats o fiesta de las ikastolas del País-Vasco francés (Iparralde), que tiene lugar en el Lago de Senpere con una afluencia de varias decenas de miles de personas.

## Economía
Se trata, asimismo, de una de las comunas productoras de la denominación de origen francesa Pimiento de Ezpeleta.

## Heráldica
Cuartelado: 1.º y 4.º, en campo de oro, tres palos de gules, y 2.º y 3.º, en campo de azur, tres calderas de oro, bien ordenadas.

## Demografía
| Gráfica de evolución demográfica de Saint-Pée-sur-Nivelle entre 1800 y 2022 |
|                                                                             |

Fuentes: Ldh/EHESS/Cassini e INSEE.

## Personalidades
En Senpere descansan los restos mortales del poeta Tristan Derème (1889-1941).

## Lugares de interés
- Castillo, de estilo renacentista
- Iglesia de la localidad